# Paraphloeopsis
Paraphloeopsis is een kevergeslacht uit de familie van de boktorren (Cerambycidae). De wetenschappelijke naam van het geslacht werd voor het eerst geldig gepubliceerd in 1961 door Breuning.

## Soorten
Paraphloeopsis is monotypisch en omvat slechts de volgende soort:
- Paraphloeopsis papuana Breuning, 1961